# Staffan Westerberg
Staffan Gunnar Westerberg, född 11 juni 1934 i Nederluleå församling, Norrbottens län, är en svensk regissör, manusförfattare och skådespelare. Han är mest känd för sitt barnprogram Vilse i pannkakan som hade premiär 1975.

## Biografi

### Tidiga år
Westerberg växte upp i Luleå tillsammans med sin familj, och hans far, Folke Westerberg, verkade som disponent. Då Westerberg var fem år gammal dog hans äldre bror Lasse efter att ha blivit påkörd av en bil då han var ute och cyklade, endast nio år gammal. Detta ägde rum på mors dag, och deras mor återhämtade sig aldrig. Broderns död satte sina spår även hos Staffan, som sökte tröst i fantasins värld.
Redan som barn intresserade Westerberg sig för teater och skådespeleri, och med hjälp av bland annat kartonger, ficklampor och egen dekor skapade han sin egen teater där han satte upp olika pjäser och operetter han sett på Riksteatern.

### Karriär
Efter studenten bestämde sig Westerberg för att flytta till Stockholm för att ägna sig åt teater där och under vistelsen där fick han bo hos släktingar. Hans dröm var att få skapa egna TV-program med inriktning på barnteater. Han var elev vid Östgötateaterns elevskola 1956–1959.
Westerberg gjorde under 1970- och 80-talen en rad mer eller mindre populära barnprogram med sig själv som dockspelare, men har framför allt blivit omtalad för det surrealistiska programmet Vilse i pannkakan, som av en del barn uppfattades som skrämmande. Westerberg har blivit något av en symbol för 1970-talets kulturradikalism, vilket kom till uttryck med den klassiska skylten "Det är ditt fel, Staffan Westerberg" vid Hultsfredsfestivalen 1998. Han har också fått epitetet "Mannen som förstörde en hel generation". Han är också känd för sina program med Lillstrumpa och Syster Yster som första gången dök upp i julkalendern 1983, Lille Luj och Änglaljus i strumpornas hus. Under 1970-talet arbetade han även parallellt med scenteater, och många av dessa pjäser har också sänts i TV.
Westerberg har varit engagerad vid Dramaten, Stockholms stadsteater, Norrbottensteatern, Uppsala Stadsteater och Teater Brunnsgatan Fyra.
Hans självbiografi Elvaåringen utkom år 2010.

## Filmografi
- 1965 – Ett avsked
- 1966 – Clownen Beppo
- 1972 – Det bara händer att en ask blir en pratsam figur, musik av Lasse Dahlberg (visad första gången 12/1)
- 1973 – Den lilla teatern spelar för dig
- 1974 – Herr Ingentings funderingar
- 1975 – Vilse i pannkakan
- 1977 – Dockmakarens verkstad (premiär 14/11)
- 1978 – Utebänkens sagor (premiär 18/12)
- 1980 – Den flygande näsduken (premiär 11/10)
- 1980 – Paraplyernas uppror
- 1981 – Mellan himmel och jord[15]
- 1982 – Staffans sagor
- 1983 – Ett litet drömspel
- 1983 – Lille Luj och Änglaljus i strumpornas hus (TV-serie)
- 1984 – Lillstrumpa och Syster Yster på irrvägar
- 1988 – Vägen hem
- 1992 – Clownen och snarkofagen
- 1999–2000 – Eva & Adam (TV-serie)
- 2000 – Titta en älg!
- 2001 – Eva & Adam – fyra födelsedagar och ett fiasko
- 2001 – Återkomsten (TV-serie)
- 2002 – Livet i 8 bitar
- 2003 – Min första kärlek (kortfilm)
- 2009 – Selma och Ågust
- 2014 – Söder om Folkungagatan (TV-serie)

## Teater

### Roller
| År   | Roll                        | Produktion                                                    | Regi                        | Teater         |
| ---- | --------------------------- | ------------------------------------------------------------- | --------------------------- | -------------- |
| 1956 |                             | Vita Hästen Hans Müller och Ralph Benatzky                    | John Zacharias              | Östgötateatern |
| 1957 | David, kontorist hos Hansan | Gustav Vasa August Strindberg                                 | John Zacharias              | Östgötateatern |
| 1957 | Cato                        | Vägen till Rom Robert E. Sherwood                             | Kurt-Olof Sundström         | Östgötateatern |
| 1957 |                             | Simones drömmar Bertolt Brecht och Hanns Eisler               | Kurt-Olof Sundström         | Östgötateatern |
| 1957 |                             | Lysistrate Aristofanes                                        | Olof Thunberg               | Östgötateatern |
| 1958 |                             | Don Quijote – Riddaren av den sorgliga skepnaden Wulf Leisner | Lars-Erik Liedholm          | Östgötateatern |
| 1958 | Claude                      | Efter levande modell Michel Arnaud                            | Lars-Erik Liedholm          | Östgötateatern |
| 1958 | Sir John Bushy              | Richard II William Shakespeare                                | Olof Widgren John Zacharias | Östgötateatern |
| 1959 | Tom Cherry                  | Den stora drömmen Robert Bolt                                 | Lars-Erik Liedholm          | Östgötateatern |
| 1959 |                             | Ung och grön Dorothy Reynolds och Julian Slade                | Ingrid Luterkort            | Östgötateatern |
| 1959 | Grip                        | Ett resande teatersällskap August Blanche                     | Bertil Norström             | Östgötateatern |
| 1961 | Geoffrey                    | Doft av honung Shelagh Delaney                                | Eva Sköld                   | Riksteatern    |
| 1970 |                             | Go’vännen Staffan Westerberg                                  |                             | Östgötateatern |
| 1970 |                             | Bland stubbar och troll Staffan Westerberg                    | Hans Elfvin                 | Östgötateatern |

### Regi
| År   | Produktion                                 | Upphovsmän         | Teater      |
| ---- | ------------------------------------------ | ------------------ | ----------- |
| 1966 | Amédée Amédée, ou Comment s'en debarasser? | Eugène Ionesco     | Riksteatern |
| 1985 | SnällPelle                                 | Staffan Westerberg | Folkteatern |

### Scenografi och kostym
| År   | Produktion  | Upphovsmän                                                            | Regi               | Teater         | Noter                |
| ---- | ----------- | --------------------------------------------------------------------- | ------------------ | -------------- | -------------------- |
| 1973 | Gula tassen | Annika Holm och Staffan Westerberg Efter en saga av Werner Aspenström | Peter Egge         | Östgötateatern | Kostym och kattmatta |
| 1985 | SnällPelle  | Staffan Westerberg                                                    | Staffan Westerberg | Folkteatern    |                      |

## Diskografi
- 1975 – Vilse i pannkakan
- 1980 – Med örat mot jorden
- 1980 – Utebänkens sagor (med Ellika Lindén, Per Dunsö och Ola Ström)

## Priser och utmärkelser
- 1994 – En bit av Georgs hatt
- 1998 – Svenska Dagbladets Poppepris
- 2001 – Mensapriset
- 2002 – Hedersdoktor vid Luleå tekniska universitet[17]
- 2006 – Litteris et Artibus[18]
- 2006 – Aspenströmpriset
- 2010 – Svenska teaterkritikers Hederspris